# Fossillagerstätte Herefordshire
Die Herefordshire-Lagerstätte ist eine Konservatlagerstätte, die für ihre besonders gute dreidimensionale Erhaltung von Fossilien bekannt ist. Die Lagerstätte liegt in der Coalbrookdale Formation (ehemals Wenlock Serie) aus dem Silur, genauer aus dem Zeitalter des Homeriums. Einige der Fossilien gelten als früheste Beweise für den evolutionären Ursprung einiger der wichtigsten Gruppen rezenter Tiere.

## Geographische Lage

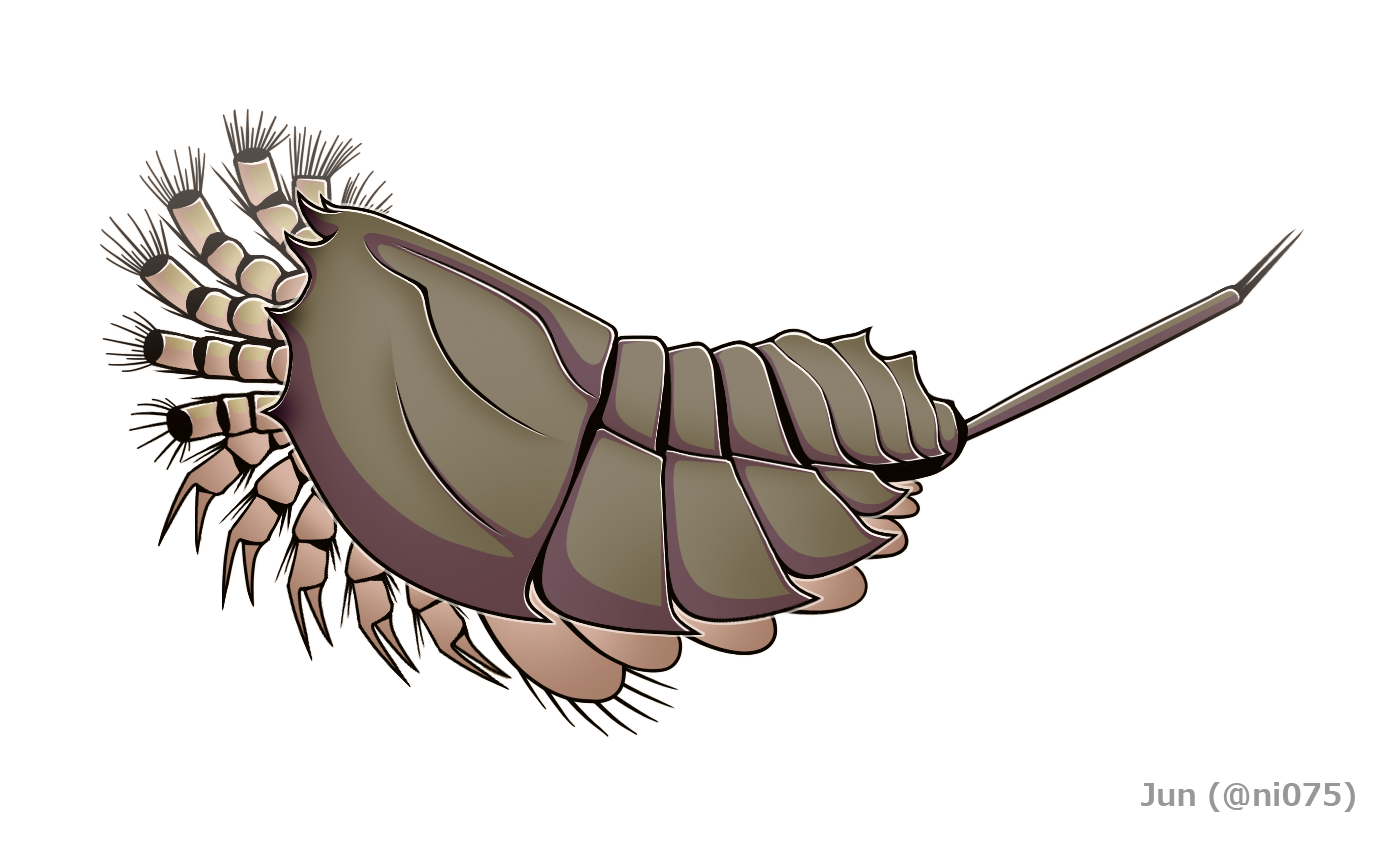
Rekonstruktion einer Anthropode (Offacolus kingi), das häufigste vorkommende Fossil der Lagerstätte Herefordshire

Die Fossillagerstätte Herefordshire liegt im Welsh Borderland (Old Radnor bis Llanandras area) nahe der Grenze von England zu Wales. Politisch gehört das Gebiet zur Region Powyns, der Standort selbst liegt südlich von Llanandras nahe des Hindwell Brooks.

## Geologie

### Geologischer Rahmen
Herefordshire lag zur Zeit der Entstehung der Lagerstätte auf dem Mikrokontinent Avalonia, der sich im mittleren Silur in tropischem/subtropischen Klima nahe dem Äquator befand. Avalonia war durch den Rest des subduzierten Iapetus von Laurentia getrennt. Nach der vollständigen Subduktion des Iapetus folgte die Kontinent-Kontinent-Kollision von Laurentia mit Ost-Avalonis/Baltica, die dann zu kaledonischen Orogenese führte.

Kaledonische Orogenese

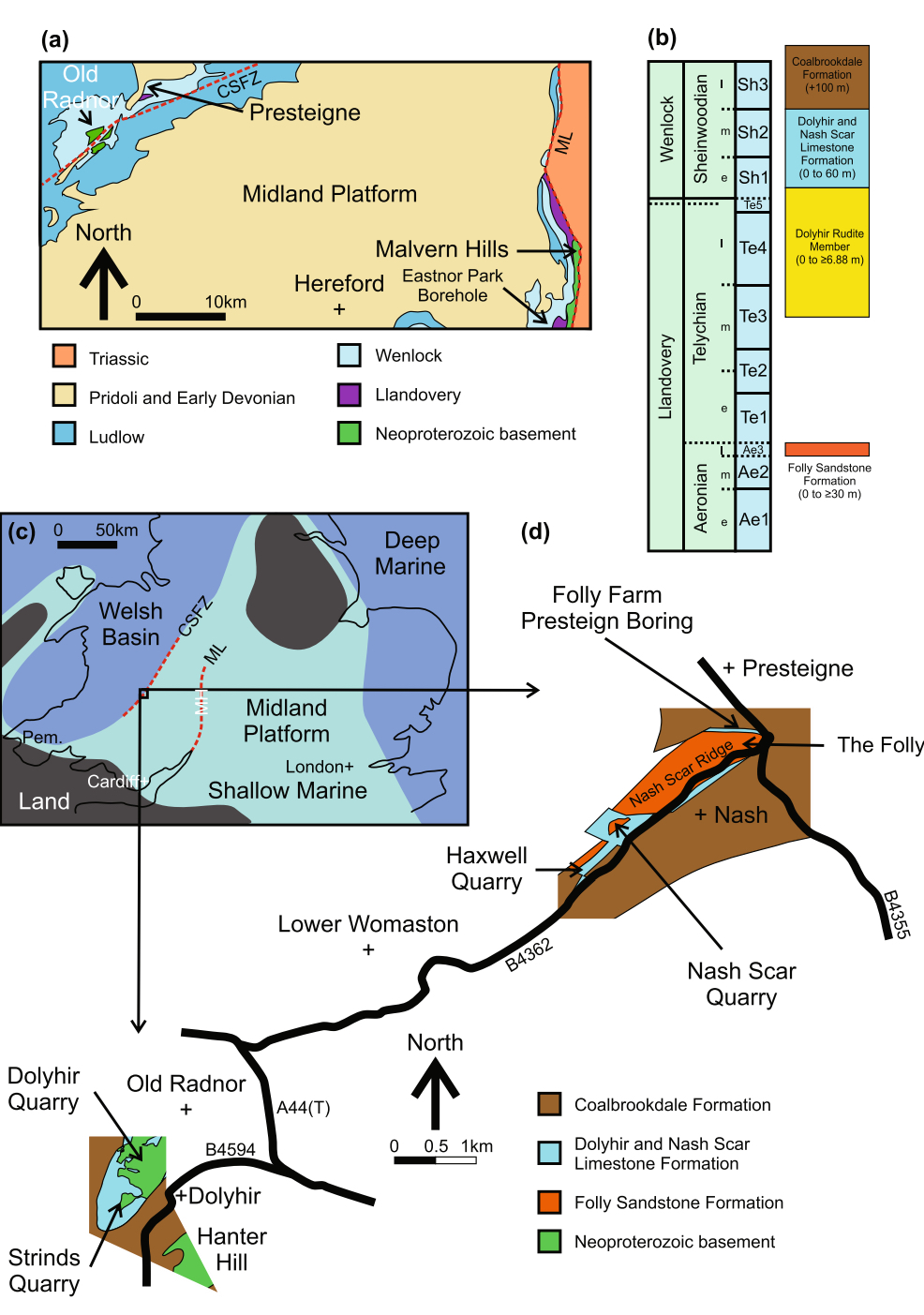
Region der Coalbrookdale-Formation

Die Coalbrookdale-Formation, welche die Bentonite enthält, überlagert die Dolyhir- und Nash-Scar-Kalkstein-Formation, die selbst als Korallen und Algen angereicherte Kalksteine diskordant auf dem Grundgebirge bzw. dessen präkambrischen Sedimenten.
Die im Bentonit enthaltene vulkanische Asche stammt aus distalen Eruptionsprodukten bzw. den zerstörten Plattenrändern. Die nächsten in Frage kommende Vulkanzentren sind der Mendip Hill in SW-England (Avalonia) sowie der Vulkanismus der Dingel Halbinsel in Irland (Avalonia), da die dortigen Vulkanite den Bentoniten der Lagerstätte ähneln.
Das Klima zur damaligen Zeit war etwas wärmer als heute, wodurch vor allem in den Meeren Korallenriffe und Trilobiten gedeihen konnten, während sich an Land die ersten Pflanzen ausbreiteten.

### Entstehungsgeschichte
Die Fossilien selbst liegen gebunden in Konkretionen in einem weichen, feinkörnigen Bentonit, der großteils unverfestigt und verwittert ist. Dieser Bentonit wurde mit den Tonsteinen der Coalbrookdale Formation abgelagert. Die Bentonite, in denen die Fossil-Konkretionen lagern, sind das Ergebnis von Akkumulationen mariner Sedimente in äußerem Schelf bzw. Schelfumgebung. Die Wassertiefe wird durch die Brachiopoden-Gesellschaft Visbyella auf 100–200 m festgelegt. Ebenfalls in der Bentonit-Schicht ist Vulkanasche enthalten. Diese deutet in Kombination mit gefundenen Flucht-Spurenfossilien darauf hin, dass einige Fossilien lebendig von der Asche begraben wurden. Die Asche selbst folgt der unregelmäßigen Topographie des Meeresbodens des Wenlocks.
Die Konkretionen, die die Fossilien enthalten, sind frühdiagenetische Kalkkonkretionen. Es bildet sich ein Kern um einen Kadaver, wobei dieser geochemisch keinen Einfluss auf die Konkretionsbildung hat, da Fossilien sowohl mittig als auch am Rand oder schräg gelegen in den Konkretionen gefunden wurden. Das Ereignis der vulkanischen Eruption führte durch die Ablagerung der vulkanoklastischen Sedimente zu einer Homogenisierung der geochemischen und sedimentären Verhältnisse. Dadurch gab es keine signifikanten Unterschiede oder Gradienten, die die Erhaltung der Fossilien beeinflusst hätten.

### Datierung
Die Fossillagerstätte wird durch Radiometrie auf ein Alter von 430 Ma (±0,7) datiert. Damit gehört sie der Stufe des Homeriums an, welches selbst in der Serie des Wenlocks und damit dem System Silur zugehörig ist.

## Taphonomie
In der Fossillagerstätte lagern mindestens 5000 Kalkkonkretionen, die im Durchmesser zwischen 2 und 25 cm variieren. Diese Fossilisation ermöglicht eine hoch-filigrane Erhaltung (bis 50 μm). Der gute Erhalt der Weichteile deutet auf einen Kollaps hin, die äußere Morphologie konnte also festgehalten werden, bevor die Verwesung einsetzen konnte.
Die erste Phase der Fossilisation besteht aus feinem faserigem Kalzit, der sich an den Rändern des Kadavers bildet, sodass sich hier die Matrix nicht anlagern kann. Teilweise fällt zusätzlich Pyrit an den Rändern der Kalzit-Kristallen aus, der aber nur einen geringen Anteil der Hohlraumfüllung ausmacht.
Darauf folgen Tonminerale, die auf und um das Exoskelett sedimentieren.
Zu einem späteren Zeitpunkt fällt Ferroan-Dolomit (Ankerit) aus, evtl. gleichzeitig mit der Umwandlung Smectit zu Illit während der Vergrabung.
Im Zuge der Diagenese kommt es ebenfalls zum Ersetzen von Opalkieselsäure (vorher aus CaCO3 gebildet) durch eine Mischung aus Ankerit und Tonmineralen, die Form der Fossilien bleibt allerdings durch den Kalzit erhalten.
Die Bildgebung bzw. 3D-Scans der Fossilien in den Konkretionen kann allerdings durch den geringen Kontrast zwischen der Kalzitfüllung des Exoskeletts und der Matrix erschwert werden. Stattdessen wird eine zerstörerische physikalisch-optische Tomographie (Serienschleifen) verwendet.

## Funde
In der Fossillagerstätte wurden viele verschiedene Tiere geborgen, die heute ausgestorben sind. Darunter sind Gliederfüßer, Schwämme, Weichtiere, Stachelhäuter, Lopopoden und einige Arten, die noch nicht zugeordnet werden konnten. Eine Gattung ist mit 20 der bisher 32 beschriebenen Arten am vielfältigsten vertreten, während Schwämme die häufigste vorkommende Art stellt.
|                 | Panarthropoden                                       |      |  |
| --------------- | ---------------------------------------------------- | ---- |  |
| Gattung         | Information                                          | Bild |  |
| Offacolus       | Euchelicerate, häufigstes Fossil mit über 800 Tieren |      |  |
| Dibasterium     | Euchelicerate                                        |      |  |
| Haliestes       | Seespinne                                            |      |  |
| Xylokorys       |                                                      |      |  |
| Pauline         | Ostracode                                            |      |  |
| Nasunaris       | Ostracode                                            |      |  |
| Colymbosathon   | Ostracode                                            |      |  |
| Spiricopia      | Ostracode                                            |      |  |
| Nymphatelina    | Ostracode                                            |      |  |
| Invavita        | pentasomides parasitisches Krustentier               |      |  |
| Rhamphoverritor | Tausendfüßler der Stammgruppe (Seepocke)             |      |  |
| Cinerocaris     | phyllocarides Krustentier                            |      |  |
| Cascolus        | basaler Manibulus                                    |      |  |
| Enalikter       | wurmähnliche Anthropode                              |      |  |
| Tanazios        | Manidibulate                                         |      |  |
| Aqulionifer     | Stammgruppen Mandibulate                             |      |  |
| Damanites       | Trilobit                                             |      |  |
| Tapinocalymene  | Trilobit                                             |      |  |
| Carimersa       | Artiopode                                            |      |  |
| Thanahita       | Lobopode                                             |      |  |

Weitere Organismen
| Gattung           | Informationen               | Bilder |  |
| Carduispongia     | Schwamm                     |        |  |
| Bethia            | Brachiopode                 |        |  |
| Drakozoon         | Stammgruppen Lophophorate   |        |  |
| Acaenoplax        | Tiefwasser-Molluske         |        |  |
| Kulindroplax      | Tiefwasser-Molluske         |        |  |
| Praectenodonta    | Bivalve                     |        |  |
| Platyceras        | Gastropode                  |        |  |
| Nautolidae        | unbestimmt                  |        |  |
| Kenostrychus      | Annelid                     |        |  |
| Bdellacoma        | asterozoischer Echinodermat |        |  |
| Heropyrgus        | Echinodermat                |        |  |
| Protaster         | Ophiuroid                   |        |  |
| Crinoidea         | unbestimmt                  |        |  |
| Sollasina         | Enchiodermat                |        |  |
| Pterobranchia     |                             |        |  |
| Graptoloids       | unbestimmt                  |        |  |
| Inanihella        | Radiolaria                  |        |  |
| Haplentactinia    | Radiolaria                  |        |  |
| Parasecuicollacta | Radiolaria                  |        |  |
| Mazuelloids       |                             |        |  |

## Forschungsgeschichte
Roderich Murchinson beschrieb erstmals die Tone der Coalbrookdale-Formation und gab im Jahr 1835 dem zugehörigen Erdzeitalter den Namen Silur, abgeleitet vom keltischen Stamm der Silurer.
1978 bestimmten John M. Hurst, N.J. Hancock und William Stuart McKerrow das geologische Setting der Wenlock-Struktur basierend auf entdeckten Brachiopoden der Region.
Die Vielfalt der Fossilien wurde 1990 von Robert J. King entdeckt, der bei einem Urlaub in Herefordshire kleine Knollen sammelte und später darin Fossilien fand.
1994 wurden die gefundenen Fossilien über das Departement für Geologie und den dortigen Kurator Roy C. Clements an David J. Siveter zur Identifikation weitergegeben. Dieser identifizierte sie als einzigartig gut erhaltene Arthropoden des Silurs.
Im Dezember 1994 wurde systematisch von Siveter und King an der Fossillagerstätte weitergeforscht. 1996 folgt dann eine Expedition mit der Zuhilfenahme des Taxonomie-Experten Derek E. B. Briggs.
Im Jahr 2000 wurde die erste Spezies Offacolus kingi benannt, in Andenken an den Entdecker der Lagerstätte Robert J. King.
Derek Siveter von der Universität Oxford führte umfangreiche Feldarbeit in Herefordshire durch und war an der Entdeckung und Beschreibung neuer Arten beteiligt.
David Siveter von der Universität Leicester leistete wesentliche Beiträge zur Erforschung der Herefordshire Lagerstätte. Seine Arbeiten umfassen die detaillierte Analyse und Beschreibung der dort gefundenen Fossilien.
Derek E. G. Briggs von der Yale University hat bedeutende Forschungen zur Fossilkonservierung und zur Paläobiologie durchgeführt. Seine Studien umfassen die Rekonstruktion von Fossilien und die Untersuchung ihrer ökologischen und evolutionären Bedeutung.
Mark D. Sutton vom Imperial College London ist bekannt für seine Arbeiten zur digitalen Rekonstruktion von Fossilien. Seine Forschung hat zur Entwicklung neuer Methoden zur dreidimensionalen Darstellung und Analyse von Fossilien beigetragen.

### Wissenschaftliche Ausgrabungen
Grabungen in den 2000er Jahren führten zur Entdeckung von dreidimensional erhaltenen Fossilien, die durch Pyritisierung und Kalzifikation konserviert wurden. Durch die Verwendung moderner Techniken (seit 2010) wie Computer-Tomographie (CT-Scans) und 3D-Rekonstruktionen konnten die Fossilien ohne Zerstörung der Proben analysiert werden.

## Publikationen
Die Ergebnisse der Ausgrabungen wurden in zahlreichen wissenschaftlichen Artikeln und Monographien veröffentlicht. Die Publikationen dokumentieren nicht nur die gefundenen Fossilien, sondern auch die angewandten Methoden und die daraus gewonnenen Erkenntnisse über die Lebensweise und Umweltbedingungen des Silur.